# Brășlean, Burgas
Brășlean (în bulgară Бръшлян) este un sat în comuna Malko Tărnovo, regiunea Burgas,  Bulgaria. 

## Demografie
Componența etnică a satului Brășlean
     Bulgari (95,45%)
     Nicio identificare (4,54%)
     Altele (0%)
La recensământul din 2011, populația satului Brășlean era de 44 locuitori. Din punct de vedere etnic, majoritatea locuitorilor (95,45%) erau bulgari. Pentru 4,54% din locuitori nu este cunoscută apartenența etnică.